# 하음 봉씨
하음 봉씨(河陰奉氏)는 인천광역시 강화군 하점면을 관향으로 하는 한국의 성씨이다.

## 역사
시조 봉우(奉佑)는 고려 인종 때 문과 갑과(甲科)에 합격하여 정당문학(政堂文學)과 위위시경(衛尉寺卿)을 지내고 좌복야(左僕射)에 올라 하음백(河陰伯)에 봉해져서 식읍을 하사받았다. 시조의 묘소는 강화군 화도면 덕포리 마니산에 있으며 시제는 3월 7일과 10월 8일에 한다.
『하음봉씨을축세보(河陰奉氏乙丑世譜)』에는 다음과 같은 출생 설화가 전한다. 1106년(예종 1) 어느 날 강화군(江華郡) 하점면(河岾面) 장정리(長井里) 하음산(河陰山) 기슭의 연못가에 눈부신 광채가 비치더니 이어 석함(石函)이 떠올랐는데 마침 물을 길러 왔던 한 노파가 이상히 여기며 살펴보니 그 속에 용모가 뛰어난 사내아이가 들어 있었다. 노파가 이 아이를 왕에게 바쳤더니 임금은 궁중에서 양육하라는 명을 내린 후 노파가 봉헌하였다고 하여 성(姓)을 봉(奉)이라 하고, 국가를 보우(保佑)할 인재라 하여 이름을 우(佑)로 지었다고 한다.
인천광역시 강화군 하점면 부근리에 봉우가 태어났다는 전설을 가진 봉가지(奉哥池)가 강화군 향토유적 제25호로 지정되었다.

## 인물
- 봉천우(奉天祐) : 7세손. 1327년(충숙왕 14년) 우부대언(右副代言)으로서 왕이 원나라에 억류되어 있는 동안 시종하였던 공으로 1등공신에 봉해졌다. 왕이 병이 들어 정사(政事)에 전념할 수 없게 되자 대언(代言)으로서 전주권(銓注權 : 인사권)을 관장하였다. 1344년(충목왕 즉위년) 서연(書筵)을 설치하였을 때 밀직부사(密直副使)로서 시독(侍讀)에 참여하였고, 지밀직사사(知密直司事)에 이르렀다.[2] 시호는 문겸(文謙)이다.

- 봉려(奉礪, 1375년 ~ 1436년) : 10세손. 음직(蔭職)으로 사헌부 감찰(監察)이 되고, 외직으로 창녕현감(昌寧縣監)이 되었다. 1429년(세종 11) 딸이 왕세자빈(王世子嬪)이 되면서, 종부시소윤(宗簿寺少尹)으로 초배(超拜)되었고, 이어 동지총제(同知摠制)를 거쳐 형조·병조·호조·이조 참판(參判)을 역임하였다. 1436년 지돈녕부사(知敦寧府事)에 이르렀다. 시호는 공숙(恭肅)이다.[3]

- 봉여해(奉汝諧, 1419년 ~ 1456년) : 11세손. 병조판서 봉즙(奉楫)의 아들. 사옹원별좌(司饔院別座)를 역임하였으나, 1456년 성삼문·박팽년 등 사육신의 단종복위에 결의를 모아, 모역한 죄로 처형되었다. 정조대에 단종의 충신으로 인정받아 1791년(정조 15) 장릉배식단(莊陵配食壇)의 별단(別壇)에 배향되었으며, 1804년(순조 4) 유생들의 상소에 따라 증직(贈職)되었다. 저서로 『사경석의(四經釋義)』 등이 있다.

- 봉석주(奉石柱, ？ ~ 1465년) : 명궁으로 알려졌으며, 격구(擊毬)는 당대 제일인자였다. 1453년(단종 1) 계유정난의 공을 세워 정난공신 2등에 책록되었다. 이후 첨지중추원사(僉知中樞院事)가 되면서 강성군(江城君)으로 책봉되었다. 1456년(세조 2) 동지중추원사(同知中樞院事)가 되고 이듬해 도진무(都鎭撫)가 되었다. 1460년 전라도처치사(全羅道處置使)에 임명되었고. 1462년 사대장(射隊將)이 되었다. 1465년 역모죄로 몰려 주살당했으나, 1495년(연산군 1) 신원(伸寃)되어 강성군을 회복하였다. 1794년(정조 18) 시호를 받았다.

- 봉원효(奉元孝, 1426년 ~ ？) : 11세손. 1474년(성종 5) 훈도(訓導)로서 식년문과에 갑과로 급제하여 문한직(文翰職)을 거쳐 사헌부감찰이 되었다. 1476년(성종 7) 중시(重試) 문과에도 병과로 급제하였다. 1483년 황해도도사(黃海道都事)를 역임하고, 1486년 봉렬대부(奉列大夫) 사헌부 장령(司憲府掌令)이 되었으며, 1488년(성종 19) 봉정대부(奉正大夫) 사간원 사간(司諫院司諫)이 되었다.

- 봉사종(奉嗣宗) : 1508년(중종 3) 알성문과(謁聖文科)에 병과로 급제하여 1524년 안악군수(安岳郡守)를 역임하였다. 1536년 나주목사를 지냈고 뒤에 군자정(軍資正)에 이르렀다.

- 봉천상(奉天祥, ? ~ 1521년) : 1517년(중종 12) 생원으로서 시정책 10개를 건의하자 중종이 이를 채택하였으며, 조광조 등은 그를 옹호하였고 어떤 이는 시세(時勢)에 영합하는 것이라 하여 논란이 있었으나, 희릉참봉(禧陵參奉)에 임명되었다. 쇠집개[鐵鉗]를 창안하였다. 1519년 기묘사화에 조광조의 일당으로 연좌되어 삭탈관직당하고, 고향 배천(白川)으로 가서 있던 중 다시 신사무옥에 관련되어 좌의정인 안당(安瑭) 등과 함께 변란을 모의하였다는 죄로 가산이 적몰되고 능지처참되었다. 인종 때 연좌되었던 처자가 석방되었다.

- 봉두완(奉斗玩, 1935년 ~ ) : 제11·12대 국회의원
- 봉종헌(奉鍾憲, 1942년 ~ ) : 제2대 기상청장
- 봉욱(奉旭, 1965년 ~ ) : 대검찰청 차장검사
- 봉준호(奉俊昊, 1969년 ~ ) : 영화 감독
- 봉하근(奉夏根,1960년~) :광희엔지니어링 대표이사

## 본관
하음(河陰)은 인천광역시 강화군 하점면 일대의 옛 지명이다. 고구려의 동음내현(冬音柰縣)이었다. 신라 통일 후 호음현(沍陰縣)으로 고쳐 해구군(海口郡)에 속하였다. 고려 태조 때 하음현(河陰縣)으로 고쳤고, 1413년(조선 태종 13) 강화(江華)에 통합되었다. 《세종실록지리지》에 강화도호부(江華都護府) 하음(河陰)의 성(姓)으로 이(李)·전(田)·봉(奉)·길(吉)·만(萬) 5성이 기록되어 있다. 1914년 하음면을 간점면과 병합하여 하점면(河岾面)으로 개칭하였다.

## 과거 급제자
하음 봉씨는 조선시대 문과 급제자 4명, 무과 급제자 16명, 사마시 합격자 22명을 배출하였다.
문과
봉사종(奉嗣宗) 봉원효(奉元孝) 봉원효(奉元孝) 봉윤(奉綸)
무과
봉겸(奉謙) 봉계세(奉繼世) 봉빈(奉彬) 봉사공(奉思恭) 봉승백(奉承伯)
봉여길(奉汝吉) 봉유신(奉有信) 봉을생(奉乙生) 봉응길(奉應吉) 봉인상(奉麟祥)
봉일려(奉日麗) 봉치구(奉致球) 봉치규(奉致珪) 봉치문(奉致文) 봉효신(奉孝信)
봉희남(奉希男)
생원시
봉강(奉橿) 봉계영(奉繼榮) 봉사종(奉嗣宗) 봉식(奉埴) 봉유심(奉惟深)
봉유함(奉惟涵) 봉천상(奉天祥) 봉흠규(奉欽奎)
진사시
봉경륜(奉景綸) 봉광하(奉光厦) 봉낙형(奉樂亨) 봉삼산(奉三山) 봉성회(奉聖誨)
봉세정(奉世玎) 봉약명(奉若命) 봉원충(奉元忠) 봉응경(奉應慶) 봉일화(奉日華)
봉일휘(奉日暉) 봉천신(奉天愼) 봉행원(奉行遠) 봉헌(奉憲)

## 조선 왕실과의 인척 관계
- 순빈 봉씨(純嬪奉氏) - 조선 5대 왕 문종(文宗)의 세자빈.

## 항렬자
| 25세   | 26세   | 27세          | 28세          | 29세          | 30세          | 31세          | 32세          | 33세          | 34세          | 35세   | 36세   | 37세   | 38세   | 39세   | 40세   | 41세   | 42세   |
| ------ | ------ | ------------- | ------------- | ------------- | ------------- | ------------- | ------------- | ------------- | ------------- | ------ | ------ | ------ | ------ | ------ | ------ | ------ | ------ |
| 燮(섭) | 鎭(진) | 弼(필) 淳(순) | 鐘(종) 萬(만) | 源(원) 九(구) | 根(근) 丙(병) | 夏(하) 寧(녕) | 均(균) 成(성) | 善(선) 珉(민) | 浩(호) 淳(순) | 柱(주) | 烈(열) | 基(기) | 鉉(현) | 永(영) | 植(식) | 炳(병) | 奎(규) |

## 인구
- 1985년 하음 봉씨(1,563가구, 6,584명) + 강화 봉씨(733가구, 3,148명) = 9,732명
- 2000년 하음 봉씨(2,500가구, 8,087명) + 강화 봉씨(713가구, 2,345명) = 10,432명
- 2015년 하음 봉씨 7,688명 + 강화 봉씨 4,165명 = 11,853명